# 156. Feldausbildungs-Division
Die 156. Feldausbildungs-Division war eine deutsche Infanteriedivision im Zweiten Weltkrieg.

## Geschichte

### Aufstellung
Die Division wurde am 12. März 1945 als Feldausbildungs-Division für die Heeresgruppe Weichsel durch den Wehrkreis III in Raum um Berlin aufgestellt. 

### Umgliederung
Am 15. April 1945 wurde die 156. Feldausbildungs-Division aufgewertet.

## 156. Infanterie-Division

### Aufstellung durch Umbenennung
Unmittelbar nach Umgliederung und Umbenennung erfolgte die Verlegung der Division an die Front. 

### Vernichtung in Berlin
Die Division kämpfte bei der Schlacht um Berlin, wurde dort teilweise vernichtet. 

## Kapitulation
Teile der Division konnten nach Westen entkommen und gerieten dort in Kriegsgefangenschaft.

## Kommandeur
Kommandeur war Generalleutnant Siegfried von Rekowski.
Gliederung:
- Grenadier-(Feldausbildungs-)Regiment 1313 mit drei Bataillonen
- Grenadier-(Feldausbildungs-)Regiment 1314 mit drei Bataillonen
- Grenadier-(Feldausbildungs-)Regiment 1315 mit drei Bataillonen
- Artillerie-Regiment 1456
- Divisionseinheiten 1456